# Laniarius sublacteus
A Laniarius sublacteus a madarak osztályának verébalakúak (Passeriformes) rendjébe és a bokorgébicsfélék (Malaconotidae) családjába tartozó faj.

## Rendszerezése
A fajt John Cassin amerikai ornitológus írta le 1857-ban, a Dryoscopus nembe Dryoscopus sublacteus néven. Laniarius aethiopicus sublacteus

## Előfordulása
Afrika keleti részén, Kenya, Szomália és Tanzánia területén és a hozzátartozó Zanzibár szigetén honos. Természetes élőhelyei a szubtrópusi és trópusi száraz erdők, síkvidéki és hegyi esőerdők, szavannák és cserjések, valamint vidéki kertek. Állandó, nem vonuló faj.

## Megjelenése
Testhossza 25 centiméter, testtömege 40-55 gramm.

## Természetvédelmi helyzete
Az elterjedési területe nagyon nagy, egyedszáma pedig stabil. A Természetvédelmi Világszövetség Vörös listáján nem fenyegetett fajként szerepel.